# Nicolás Suárez (futbolista boliviano)
Nicolás Suárez Vaca (Santa Ana del Yacuma, Beni; 23 de diciembre de 1978) es un exfutbolista boliviano. Se desempeñaba como centrocampista.

## Selección nacional
Suárez debutó con la selección de Bolivia el 3 de noviembre de 1999 en un amistoso ante Paraguay, entrando como suplente de Gonzalo Galindo.

## Clubes

### Como jugador
| Club                   | País    | Año         |
| ---------------------- | ------- | ----------- |
| Guabirá                | Bolivia | 1997 - 1999 |
| Blooming               | Bolivia | 2000        |
| Guabirá                | Bolivia | 2001        |
| Real Potosí            | Bolivia | 2002 - 2009 |
| Oriente Petrolero      | Bolivia | 2010        |
| San José               | Bolivia | 2011 - 2012 |
| Jorge Wilstermann      | Bolivia | 2012 - 2013 |
| Guabirá                | Bolivia | 2013        |
| Universitario de Pando | Bolivia | 2014 - 2015 |

### Como entrenador
| Club        | País    | Año  |
| ----------- | ------- | ---- |
| Real Potosí | Bolivia | 2019 |